# Ekpürózis
Ekpürózisként (ógörög ἐκπύροσις, „elégés“, német Ekpyrosis) jelöljük meg a filozófiában a világégést, a világ tűzhalálát. Ez egy kiegészítő terminus a vízözönhöz, a világ vízben lelt végéhez, azaz a kataklizmához. Ezt a világvégét követheti egy újrakezdés, a palingenézis.

## A fogalom története
A mindent elemésztő világégés elképzelése igen régi, már a zoroasztrizmusban megtalálható, mint apokaliptikus világvége.
Epheszoszi Hérakleitosznál a világ tűzből való, az ő tűz-tanában ez áll:
κόσμον τόνδε, τὸν αὐτὸν ἁπάντων, οὔτε τις θεῶν οὔτε ἀνθρώπων ἐποίησεν, ἀλλ' ἦν ἀεὶ καὶ ἔστιν καὶ ἔσται πῦρ ἀείζωον, ἁπτόμενον μέτρα καὶ ἀποσβεννύμενον μέτρα ("Ezt a világot, mindenekelőtt ezt, sem isten sem ember nem teremtette, hanem ez mindig volt, mindig létezik, és mindig is egy örökké élő tűz, mely mértékkel fellobban és mértékkel enyészik el.“ Idézet a ) -ból. Itt tehát az ekpürózis a világegyetem forrásaként és végeként jelenik meg.
A sztoikusok tanításában is felbukkan az ekpürózis elképzelése, mint valamely korszak vége annak tűzben lelt elmerülésével.
Lucretius úgy tekint az epükurózisra, mint „a természet polgárháborújára“ (Lucretius: De rerum natura V. kötete). Hasonló ábrázolás található Senecánál (Senecaː Levelek, 524–525 ).

## Reális lehetőség
A vallási lehetőségektől távol maradva: van lehetősége annak, hogy a Föld élővilága tűzhalált szenvedhet és ezt követően új formában létrejön. Ilyen eseményt válthat ki egy nukleáris háború és azt követően az egyes fajok kihalása. Valószínű, hogy a háború utáni nukleáris telet követően marad még élő anyagi forma, mely a számára szabadon maradt helyet újabb több millió éves fejlődéstörténettel ismét kitöltheti. Ezek az új fajok feltehetően éppoly idegenszerűen hatnának ránk mint azok, melyek a dinoszauruszok korában Földünkön éltek.
A másik interpretáció a nap fizikája területéről adott. Ebben az esetben a termonukleáris világvége forrása a Nap, mint eredeti termonukleáris tűz. Mivel az oxigénen kívül valamennyi kémiai elem a Napon belül magfúzióval keletkezett, ezért mindaz ami a Földet alkotja tekinthető a tűz munkája eredményének. A Föld jövőbeli története egyik valószínű eseménye lehet a Nap átalakulása egy un. vörös óriássá, melynek során a Föld anyaga ismét a Nap anyagával egyesül. A Föld tehát tűzből lett és azzá fog valószínűleg válni ismét.

## Modern változatokban
A Zardoz című filmben (John Boorman, 1973) is feltűnik az ekpürózis, melyben a dekadens és időtlen Vortex a tűzben leli végét. Consuella (Charlotte Rampling) és Zed (Sean Connery) mint Ádám és Éva egy új korszakot indítanak útján (palingenézis).
Az ekpürózis motívuma megtalálható Umberto Eco A rózsa neve című regényéből készült filmben is. János apostol kinyilatkoztatásainak katasztrófáit tárgyalja a film és így annak végén leég az értékes könyvtár, mely a kontinensek struktúrájában épült fel és magába foglalta a világ valamennyi ismeretét.
Ugyanígy Richard Wagner sok írásában és megnyilatkozásában mindig újra előbukkanó motívum az ekpürózis. „A művészet és a forradalom“ című munkájában :
[...] azonban hogyan fog az nekünk tűnni, ha a szörnyű Párizs porrá és hamuvá égett, ha a tűz tovább terjed városról városra és mi magunk végre vad lelkesedésünkben felgyújtjuk ezt az Augeiasz istállóját, hogy friss, egészséges levegőhöz jussunk? Teljesen meggondoltan és minden álság nélkül biztosítalak Téged arról, hogy én semmilyen más forradalomban nem hiszek, csak abban, ami Párizs felégetésével indul. [...] Lássuk, hogyan találunk önmagunkra ez után a tűz-kúra után.
Az istenek alkonya, Wagner A Nibelung gyűrűje tetralógiájának negyedik darabja is egy mindent felemésztő tűzzel végződik.

## Web linkek
- - Thomas Macho: Weltenbrand und Feuerwerk: Ein pyrohistorisches Panorama (Világégés és tűzijáték. Egy piro-történeti panoráma)